# Leandro Torres
Leandro Gabriel Torres, né le 4 novembre 1988 à Rosario, est un footballeur argentin.
Il évolue au poste de milieu de terrain.

## Carrière
Il compte plusieurs sélections en équipe d'Argentine des moins de 20 ans.
Il participe à la Copa Libertadores et à la Copa Sudamericana avec l'équipe du CS Emelec.

## Palmarès
- Vainqueur de la Coupe de Biélorussie en 2017 avec le Dynamo Brest